# Митино (Калининградская область)
Митино — посёлок в Калининградской области России. Входил в состав Добринского сельского поселения в Гурьевском районе.

## История
Поселение Штантау было основано в 1318 году.
В 1946 году Штантау был переименован в поселок Митино.

## Население
| 2002 | 2010 |
| ---- | ---- |
| 54   | ↗73  |

В 1910 году в проживало 154 человека, в 1933 году население общины составляло 309 жителей, в 1939 году — 330 жителей.